# Dekanat lipski
Dekanat lipski – jeden z 29 dekanatów w rzymskokatolickiej diecezji radomskiej. Składa się z następujących parafii:
- Chotcza Dolna (pw. Świętej Trójcy)
- Ciepielów (pw. Podwyższenia Krzyża Świętego)
- Czekarzewice (pw. Najświętszego Serca Jezusa)
- Lipsko (pw. Trójcy Przenajświętszej)
- Pawłowice (pw. Jana Chrzciciela)
- Solec nad Wisłą (pw. Wniebowzięcia NMP)
- Tarłów (pw. Trójcy Przenajświętszej)
- Tymienica Nowa (pw. św. Tekli)
- Wielgie (pw. Bożego Ciała)
- Zemborzyn Kościelny (pw. św. Mikołaja Biskupa)